# Cuno van den Steene

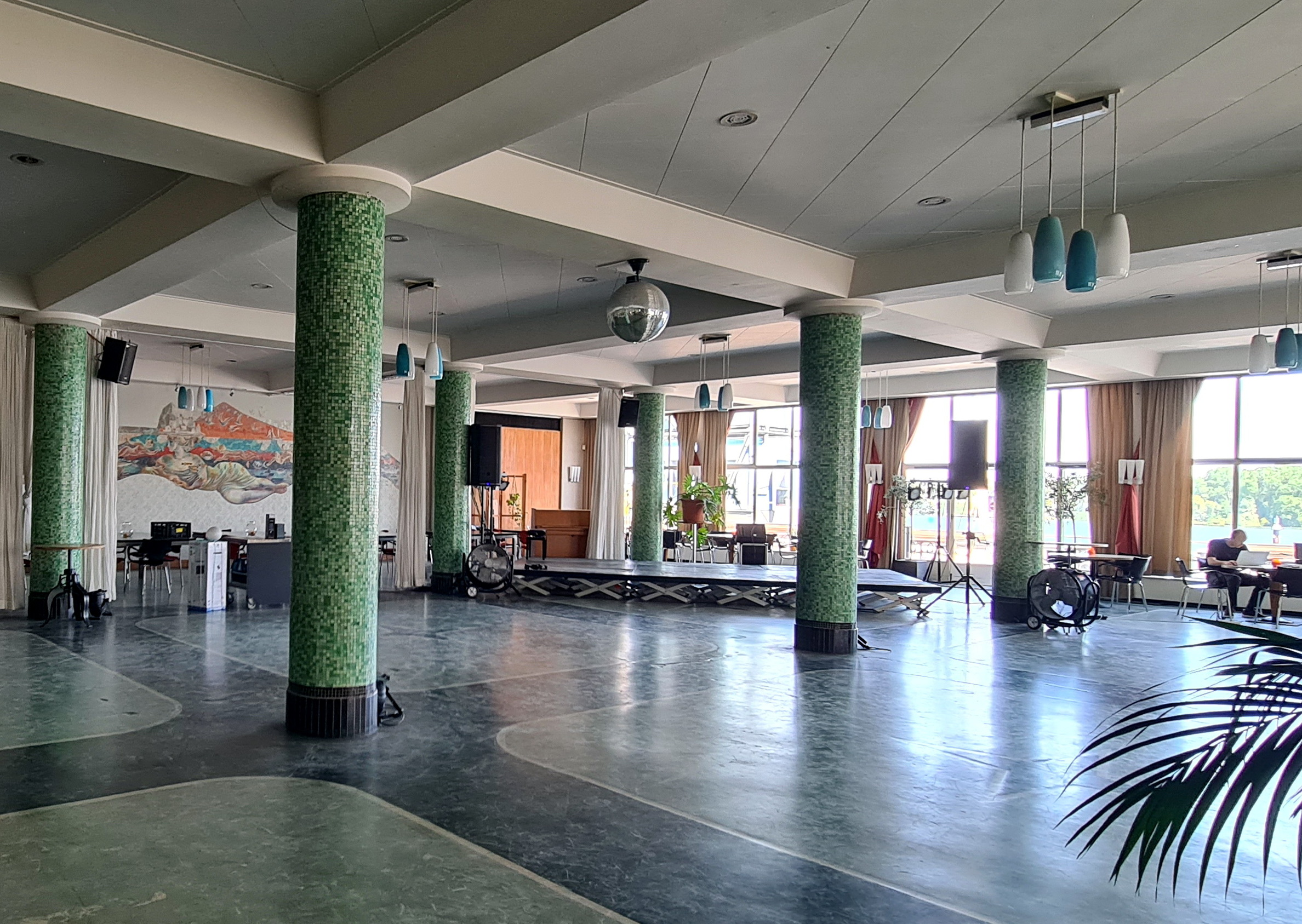
Muurschildering Kompaszaal Loods 6, KNSM Amsterdam (links tussen de pilaren; foto 2023)

Cunegondus Theodorus Emile (Cuno) van den Steene (Rotterdam, 6 juli 1909 - Baarn, 5 juli 1971) was een Nederlands kunstenaar. Hij was kunstschilder, tekenaar, illustrator, lithograaf, houtsnijder, wandschilder, textiel-, grafisch- en boekbandontwerper. 

## Opleiding
Hij was zoon van Elisabeth Maria Verheul en drukker-boekbinder Emile Louis van den Steene. Hijzelf trouwde met Reintje Gerritje Muller. Zoon Reinald Clemens Emile August (1937) werd aquarellist en won de Jeanne Oosting Prijs. 
De familie verhuisde meerdere keren tussen Rotterdam en Maastricht. In Rotterdam woonde hij op meerdere plaatsen. Op 17-jarige leeftijd ging hij naar de Academie voor Beeldende Kunsten in Rotterdam. Hij volgde er lessen in schilderen, etsen, tekenen en lithograferen. Tot zijn leraren hoorden de lithograaf Marie Molijn en de etser Antoon Derkzen van Angeren. Om zijn studie te bekostigen werkte hij kort als leerling-etaleur en daarna als schilder van reclameborden voor bioscopen. Tijdens zijn opleiding ontmoette hij zijn latere vrouw Reina Mulder, met wie hij op 16 januari 1935 trouwde.

## Werk
Zijn eerste opdrachtgever was het katholieke literaire tijdschrift De (Nieuwe) Gemeenschap (1921-1940) in Utrecht. Veel waardering had hij hier voor de collega's Jozef Cantré en de kubistische religieuze schilder Otto van Rees (1884-1957). Hij ontwierp het vignet en maakte illustraties bij gedichten. Een volgende werkgever was uitgeverij Het Spectrum, waarvoor hij boeken illustreerde. Ander werkgevers waren Bruna en De Fontein in Utrecht. In de periode 1942-1968 ontwierp hij voor handweverij De Cneudt in Baarn 35 wandtapijten en voor de Holland-Amerika Lijn maakte hij ook enige tapijtontwerpen en wandschilderingen voor het schip Rotterdam. Deze wandschildering van de ss Rotterdam beslaat een oppervlak van 120 m².
Afwijkend van zijn gangbare werk waren zijn illustraties voor het blad Vrijdag. Hierin tekende hij (strip)verhalen over 'Peredrups', de belevenissen van een gefingeerde stripfiguur (spotprenten op een toentertijd bekende politicus)..
In de eerste periode van zijn werkzame leven heeft Van den Steene vooral geschilderd. Toen in 1937 en 1938 zijn kinderen werden geboren vestigde hij zich, om brood op de plank te hebben, als zelfstandig illustrator in Rotterdam. In totaal zou hij ongeveer zeventig boeken illustreren.
In 1922 had hij op de academie Edmond de Cneudt leren kennen. Na het bombardement van Rotterdam verhuisde Van den Steene naar Baarn, waar De Cneudt inmiddels een handweverij/tapijtknoperij had in het koetshuis van zijn villa Courbe Voie aan de Eemnesserweg. Hij kreeg vele opdrachten, want in de tijd van de wederopbouw was in Nederland behoefte aan monumentale kunst in grote gebouwen. De geweven wandtapijten moesten het kale beton van de nieuwe architectuur verwarmen. In Soestdijk trok het gezin tijdelijk in bij de moeder van Van den Steene en vervolgens verhuisde het gezin via de Torenlaan naar de Balistraat in Baarn. De Van den Steenes woonden daar in een woning boven een winkel aan de Laanstraat 41a. Met dorpsgenoot en graficus Maurits Escher wisselde hij technieken uit.
In 1942 vroeg De Cneudt aan Van den Steene om een ontwerp te maken voor een wandtapijt, getiteld De apostel Paulus. Vanaf die tijd werkten ze nauw samen aan ruim dertig kleine en grote wandtapijten. In totaal zou hij voor De Cneudt 35 wandtapijten ontwerpen.
Voor handweverij De Knipscheer in Laren ontwierp Van den Steene veertien gobelins, voorstellende De Kruisweg.
Toen het aantal tapijtopdrachten begin zestiger jaren terugliep gaf hij les in de grafische vakken bij de Stichting Artibus, de school voor Kunstnijverheidsonderwijs in Utrecht. Tot zijn leerlingen behoorden Hendrik Chabot, Metten Koornstra en J.C.J. van Schagen.

## Exposities
Tussen 1940 en 1950 exposeerde hij in Rotterdam, Utrecht, Den Haag en in het Baarnsch Lyceum in Baarn, georganiseerd door de Volksuniversiteit. Ook Jan Broerze en Jaap de Ruig en Escher exposeerden daar. Van den Steene toonde daar het in opdracht en bij Edmond de Cneudt gemaakte gobelin De Legende van Westenschouwen. Dit werk wordt bewaard in het museum Stadhuis van Zierikzee. Grafieken van zijn hand worden bewaard in museum Boijmans van Beuningen en het Centraal Museum. In 1937 schonk hij een aantal pentekeningen, een ets en een aantal linosneden aan het museum voor Nieuwe Religieuze Kunst in Utrecht, tegenwoordig behorend tot de collectie van rijksmuseum het Catharijneconvent.
Cuno van den Steene stierf in het ziekenhuis aan de Torenlaan in Baarn en werd begraven op de rooms-katholieke begraafplaats aan de Kerkstraat in Baarn. In het Trefpunt achter de kerk is een wandschildering te zien die Van den Steene maakte voor het jubileum van de pastoor. 
- Biografisch Portaal: 54032864
- Digitale Bibliotheek voor de Nederlandse Letteren: stee177
- International Standard Name Identifier: 0000 0003 8907 4948
- Nederlandse Thesaurus van Auteursnamen: 069349223
- RKD-Nederlands Instituut voor Kunstgeschiedenis: 74837
- Virtual International Authority File: 282439892
- WorldCat: E39PBJwX6F7CvRf6pjqMTBk7HC